# Catasetum maculatum
Catasetum maculatum, the spotted catasetum, là một loài lan được tìm thấy từ Trung Mỹ đến Venezuela. Hoa của nó dị hình giới tính, và hoa đực và hoa cái trông khác nhau đến mức ban đầu chúng được cho là hai loài riêng biệt. Vài ngày sau khi nở, hoa đực tỏa ra mùi nồng nặc, dùng để thu hút ong.

## Hình ảnh

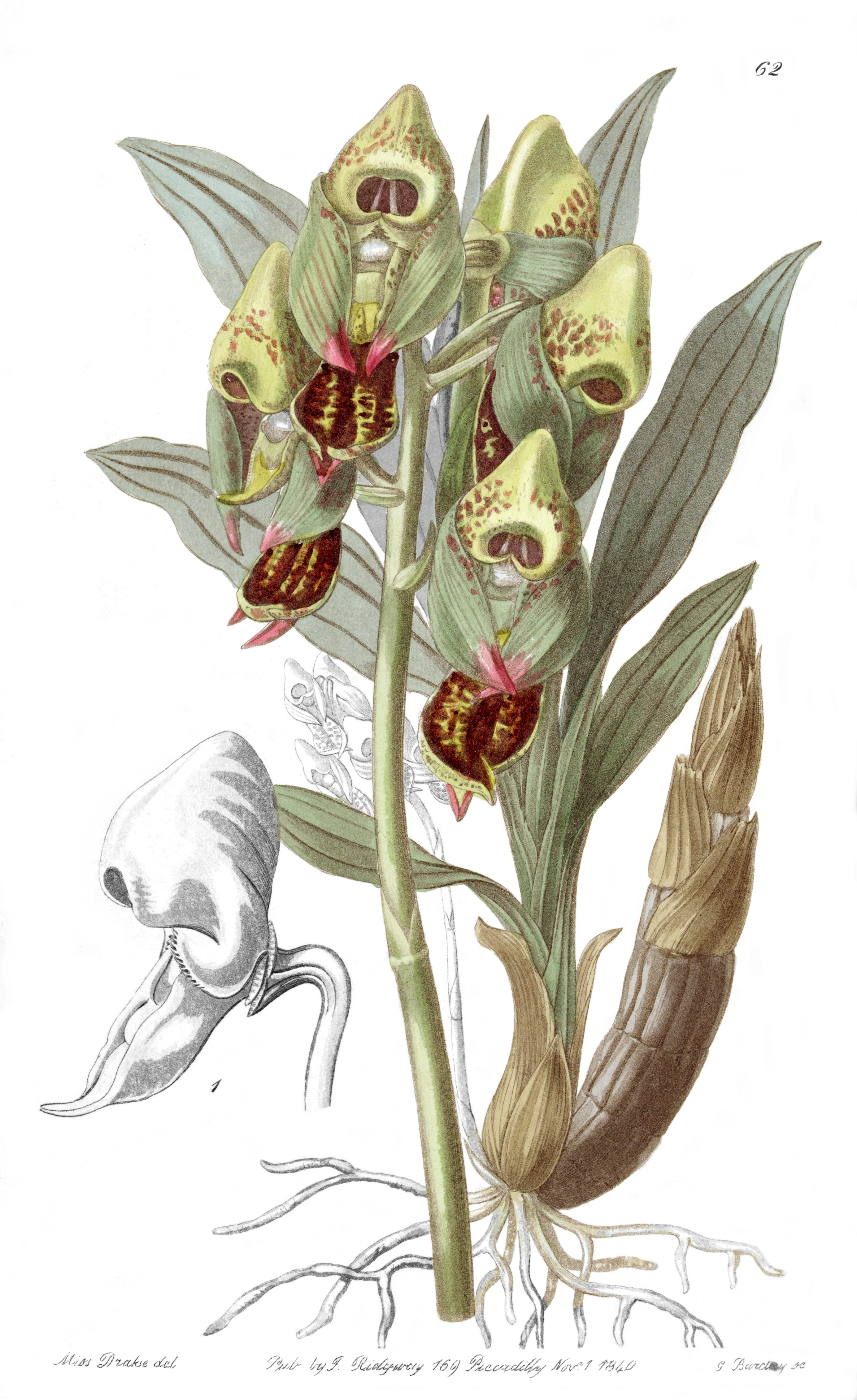
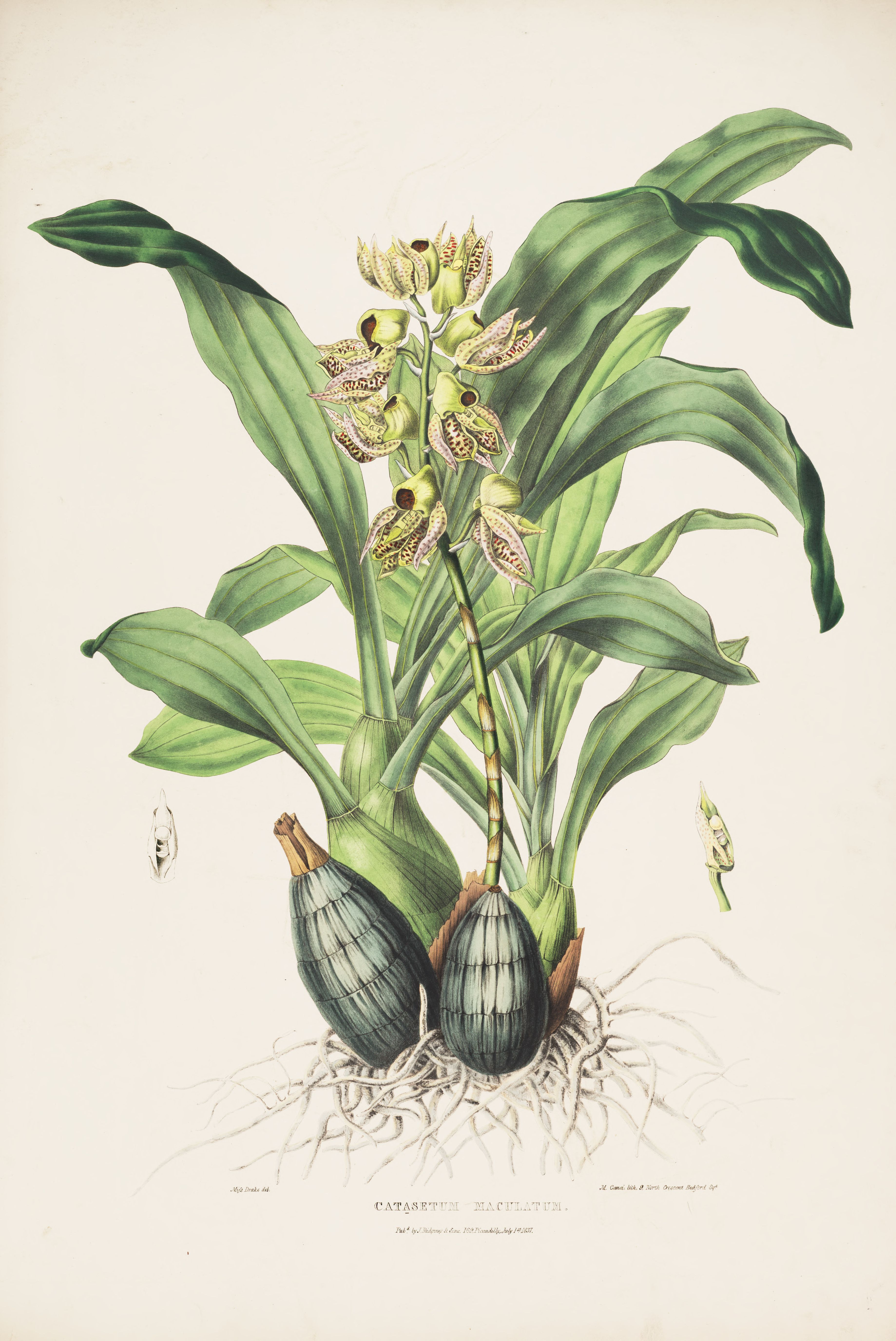
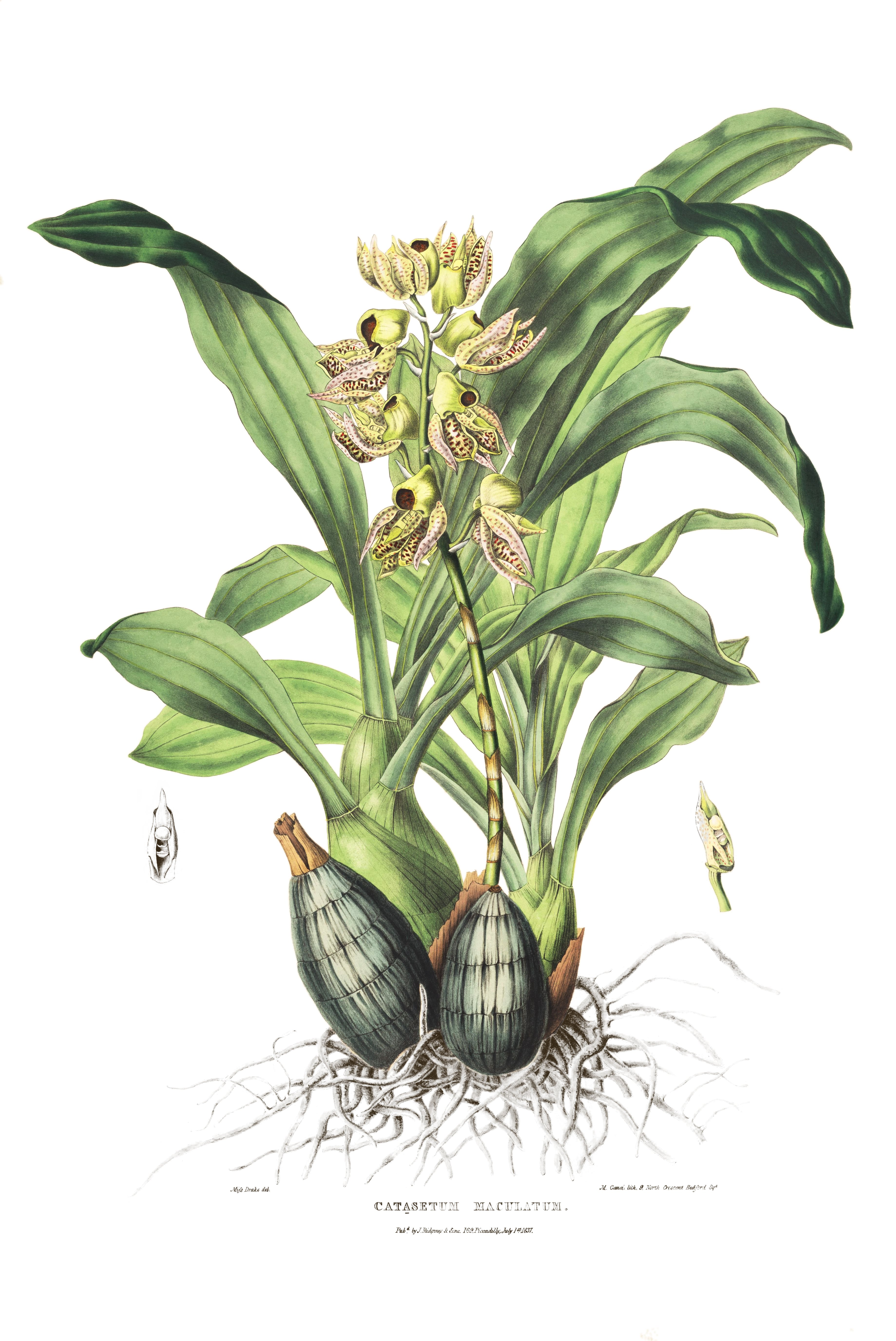

- Tập tin:Catasetum maculatum - Humboldt et Bonpland Nova Genera... vol. 7, tab. 630 (1825).jpg

- Tư liệu liên quan tới Catasetum maculatum tại Wikimedia Commons